# Carajitos del profesor
Los Carajitos del Profesor es uno de los dulces seña de identidad de la comunidad autónoma del Principado de Asturias (España). Fueron creación del restaurante café “Casa del profesor”, fundado en 1918 en Salas (Asturias). Actualmente el local se ha convertido en una confitería pastelería, conservando el mismo nombre, donde se sigue elaborando el dulce. 

## Historia y orígenes[2]
Finalizada la Primera Guerra Mundial, allá por el año 1918 y casi a modo de celebración, se fundaba en la villa asturiana de Salas la Casa del Profesor, un restaurante café de la época, lugar de tertulia y entretenimiento. El establecimiento vio su época más dorada habiéndolo regentado el singular Falín, propietario del mismo e hijo del llamado Profesor, antiguo funerario y corresponsal de prensa, que en su época de profesor de música armonizó a toda la población desde tan ilustre local.
En las tardes de reunión y para los clientes habituales, la Casa del Profesor elaboraba unas pastas de avellana que hacían muy amenos aquellos cafés de invierno. Por aquel entonces ya habían regresado algunos emigrantes, de los que habían "hecho las américas", que de vuelta a su pueblo natal y convertidos en indianos frecuentaban el local. El origen de su nombre es doble:  el sustantivo se debe a cierto caballero, que haciendo uso de un apelativo latinoamericano tuvo la ocurrencia de pedir un día a Falín: "¡Dame un carajo de esos!" y el origen del determinativo se debe a que el padre de Falín era el director de la banda de música de Salas, donde todo el mundo le conocía como «el Profesor» por tal razón. Pasaron muchos años antes de que sus fabricantes pudieran registrar tan rico vocablo, que en su época les fue denegado por ser tachado de inmoral.
En la actualidad, la confitería está regentada por las hermanas Carmen y Teresa de Aspe Llavona, que además de continuar elaborando las famosas pastas, venden otros productos tradicionales y típicos de la repostería asturiana.